# اس‌اس روهیلا
اس‌اس روهیلا (به انگلیسی: SS Rohilla) یک کشتی بود. این کشتی در سال ۱۹۰۶ ساخته شد و در جنگ جهانی اول یک کشتی بیمارستانی بود. در اکتبر ۱۹۱۴ این کشتی غرق شد و ۸۳ کشته به جای گذاشت.